# 顶序琼楠
顶序琼楠（学名：Beilschmiedia glauca var. glaucoides）为樟科琼楠属下的一个变种。